# 監物拓歩
監物 拓歩（けんもつ たくむ、2000年6月2日 - ）は、静岡県伊豆の国市出身のサッカー選手。清水エスパルス所属。ポジションは、ディフェンダー（DF）。

## 来歴

### クラブ
長岡SSS、清水エスパルスジュニアユースを経て、同ユースへ昇格。高校2年次の2017年4月、トップチームに2種登録された。2022年7月、進学した早稲田大学からユース時代に過ごした清水エスパルスの加入が決まった。2023年3月8日に行われたJリーグ杯・グループB第1節の清水エスパルスvs川崎フロンターレで後半49分から途中出場をし、プロデビューを果たした。

### 代表
2015年、U-15日本代表の立ち上げからメンバー入りし、AFC U-16選手権2016 (予選)、AFC U-16選手権2016に出場。
2017年10月、2017 FIFA U-17ワールドカップのU-17日本代表に選出。グループステージ第3戦・ニューカレドニア戦の1試合に出場したが、チームはベスト16で敗退した。

## 所属クラブ
- 長岡SSS (伊豆の国市立長岡南小学校)
- 2013年 - 2015年 清水エスパルスジュニアユース (沼津市立沼津高等学校中等部)
- 2016年 - 2018年 清水エスパルスユース (沼津市立沼津高等学校)
  - 2017年4月 - 2018年 清水エスパルス (2種登録選手)
- 2019年 - 2022年 早稲田大学
- 2023年 -  清水エスパルス

## 個人成績
| 国内大会個人成績 | 国内大会個人成績 | 国内大会個人成績 | 国内大会個人成績 | 国内大会個人成績 | 国内大会個人成績 | 国内大会個人成績 | 国内大会個人成績 | 国内大会個人成績 | 国内大会個人成績 | 国内大会個人成績 | 国内大会個人成績 |
| 年度             | クラブ           | 背番号           | リーグ           | リーグ戦         | リーグ戦         | リーグ杯         | リーグ杯         | オープン杯       | オープン杯       | 期間通算         | 期間通算         |
| 年度             | クラブ           | 背番号           | リーグ           | 出場             | 得点             | 出場             | 得点             | 出場             | 得点             | 出場             | 得点             |
| 日本             | 日本             | 日本             | 日本             | リーグ戦         | リーグ戦         | リーグ杯         | リーグ杯         | 天皇杯           | 天皇杯           | 期間通算         | 期間通算         |
| ---------------- | ---------------- | ---------------- | ---------------- | ---------------- | ---------------- | ---------------- | ---------------- | ---------------- | ---------------- | ---------------- | ---------------- |
| 2023             | 清水             | 27               | J2               | 0                | 0                | 3                | 0                | 0                | 0                | 3                | 0                |
| 2024             | 清水             | 22               | J2               | 0                | 0                | 0                | 0                | 0                | 0                | 0                | 0                |
| 2025             | 清水             | 22               | J1               |                  |                  |                  |                  |                  |                  |                  |                  |
| 通算             | 日本             | 日本             | J1               | 0                | 0                | 0                | 0                | 0                | 0                | 0                | 0                |
| 通算             | 日本             | 日本             | J2               | 0                | 0                | 3                | 0                | 0                | 0                | 3                | 0                |
| 総通算           | 総通算           | 総通算           | 総通算           | 0                | 0                | 3                | 0                | 0                | 0                | 3                | 0                |

- 2017年・2018年 2種登録選手としての公式戦出場無し

## タイトル

### 個人
- 日本クラブユースサッカー選手権(U-15)大会・優秀選手（2015年）

## 代表歴
- U-15日本代表
  - AFC U-16選手権2016 (予選)
- U-16日本代表
  - AFC U-16選手権2016
- U-17日本代表
  - 2017 FIFA U-17ワールドカップ